# Estádio Vivaldo Lima
O Estádio Vivaldo Lima, também conhecido como Vivaldão, Tartarugão e Colosso do Norte, foi um estádio de futebol sediado em Manaus, Amazonas e considerado o maior do estado até sua demolição, em 2010, com capacidade liberada para receber até 31 mil pessoas. Recebia jogos de futebol regional profissional e amador, além de ter recebido a Seleção Brasileira de Futebol em diversas oportunidades. Em seu local hoje está localizada a Arena da Amazônia - Vivaldo Lima. 

## História de Vivaldo Palma Lima
Vivaldo Lima era baiano, natural de Salvador. Formou-se em Farmácia e Medicina em faculdades da Bahia, também foi professor de História, Física, Química e Eletricidade. Foi a profissão de médico que o trouxe a Manaus, quando estava com cerca de 25 anos, em 1902. Na capital baré criou raízes e se formou em Direito pela Faculdade de Ciências Jurídicas e Sociais do Amazonas. Foi redator-chefe do jornal A Tribuna Popular e contribuiu com diversos outros periódicos. Foi um dos fundadores do Instituto Geográfico e Histórico do Amazonas e também membro da 'Academia Amazonense de Letras. Fez também carreira política exercendo o cargo de Superintendente Municipal de Manaus(1923), depois de deputado estadual(1922-1930 e 1935-1937) e deputado federal(1947-1949), falecendo durante estar exercendo este último cargo. Nos esportes, fez parte da fundação de dois dos clubes mais tradicionais do futebol do Amazonas, o Nacional (do qual foi Sócio Benemérito e Presidente de Honra) e o Fast Clube (do qual foi Sócio Fundador e Presidente de Honra, liderando o grupo que saiu do Nacional para fundar este). Foi ainda sócio honorário no Luso e na União Sportiva. Em homenagem a este cidadão, que obteve notoriedade em diversas esferas da sociedade amazonense, inclusive no esporte, o estádio foi batizado com seu nome. 

## História do estádio
Ainda na década de 40, Plínio Ramos Coelho e Vivaldo Palma Lima, esportistas e torcedores do Nacional, em uma conversa foram os primeiros a falar em um estádio público na capital amazonense. Vivaldo Lima faleceu antes de ver esse sonho se realizar. Em 1955 Plínio elegeu-se governador do Estado do Amazonas, nesse ano ele começou a idealizar o estádio, lançando a pedra fundamental. Inicialmente o terreno onde este seria construído começou a ser preparado, porém, a obra ficou parada por muitos anos, sendo retomada somente em 1964, já no governo de  Arthur Cézar Ferreira. O governador   Arthur Ferreira de imediato contratou o arquiteto Severiano Mário Porto, que se mudou para Manaus e recebeu a missão de construir o "Maior e mais bonito estádio da região". As obras andaram por anos e anos, sendo que sua partida inaugural foi em 1970 no governo de Danilo Areosa, mesmo estando apenas parcialmente completo, suas obras ainda duraram alguns meses até ser concluída.
Levantamento
Em 1964 um grupo denominado "Grupo de Estudo para a Construção do Estádio de Manaus"(GECEM) voltou a fazer levantamentos e abordar a ideia de construir o estádio, sob autoridade do governo. Naquele ano o GECEM estipulou que a estrutura seria poliesportiva e contaria com o campo de futebol mais quadra poliesportiva e estacionamento. O estádio em si contaria com 40 mil pessoas, sendo 12 mil nas gerais, 20 mil nas arquibancadas e 8 mil no setor de cadeiras. Em 24 de Novembro de 1964 o GECEM publicou edital de convocação para licitação com intenção de apresentar projetos para o estádio.
Lançamento da Pedra Fundamental
A "pedra fundamental" do estádio foi lançada em 26 de Junho de 1965, dia da comemoração de 1 ano de administração do governador Artur Reis. Neste dia iniciaram as obras no local.  Reis pretendia concluir a construção do estádio ainda em seu mandato, que terminava em 1967, e por isso decretou urgência no tocar das obras. Em 6 de Agosto começaram os trabalhos de terraplanagem no terreno situado no então bairro dos Bilhares. O serviço ficou a cargo da firma Irmãos Prata.
Captação financeira
Para captar recursos para custear a vultuosa obra, o Governo do Estado, por intermédio da GECEM, convocou as fábricas de refrigerante locais, bem como a população em geral, para fomentar a obra. Deste modo, passou a ser arrecadado NCr$0,10 em cada garrafa de refrigerante vendida, com destino ao custeio da construção do estádio, a distribuidora de cerveja Brahma e também a Livraria Escolar se juntaram a este mecanismo de arrecadação. Além disso, a Prefeitura de Manaus e o Governo do Estado do Amazonas também fizeram investimento por meio de suas reservas. A venda de cadeiras cativas também gerou receita para o custeio da obra.
Construção
Na primeira fase foi construída a "estrutura do campo de futebol", com responsabilidade da empresa Cointer Limitada. Foi feita a construção do sistema de drenagem, do fosso e também dos tuneis de acesso ao campo, bem como o plantio do gramado. As chuvas amazônicas serviram de teste para a eficiência desse primeiro bloco do estádio. A parte das arquibancadas, geral, cabines e etc. esteve a cargo da firma Irmãos Prata S/A Engenharia e Comércio, que contava com efetivo de cerca de 400 trabalhando noite e dia para cumprir a meta inicial de inauguração que era 5 de Abril de 1970. Apesar dos esforços, o estádio foi inaugurado ainda inacabado.

### Inauguração Oficial
O estádio foi inaugurado oficialmente em 5 de Abril de 1970, contando com a participação da Seleção Brasileira de Futebol que poucos meses depois embarcou para o México e foi campeã da Copa do Mundo FIFA de 1970. No dia anterior, o Jornal do Commercio, de Manaus, destacava "nenhum outro acontecimento conseguiu trazer a Manaus um número grande de jornalistas, locutores, comentaristas esportivos de rádios e TV". O dia memorável contou com dois jogos das Seleções A e B do Amazonas contra as Seleções brasileiras A e B, trazendo para Manaus o melhor do futebol brasileiro. Para este evento, foi liberada a capacidade de 41 mil lugares (10 mil na geral, 25 mil na arquibancada e 6 mil lugares especiais).
Com o novo estádio completamente lotado, os resultados foram os seguintes:
- 1º jogo - Seleção do Amazonas-B  1x4  Seleção Brasileira-B[10]
  - Gols: Dário (2¹ - 0x1), Laércio (30¹ - 1x1), Dário (35¹ - 2x1; 40² - 3x1 e 43² - 4x1);
  - Juiz: Arnaldo César Coelho; Auxiliares: Manoel Luís Bastos e Odílio Mendonça;
  -  - Leão; Zé Maria, Wilson Piaza (Catita, jogador amazonense), Joel e Zé Carlos; Dirceu Lopes e Arílson; Rogério (Evandro, cearense atuando no Amazonas; depois Pretinho), Dário e Edu (Pompeu, jogador maranhense atuando no futebol local).
  -  - Maneco; Antônio Piola, Nei, Lincoln (Valdir Santos) e Brito; Zezinho e Hamilton; Santiago, Afonso, Luís Darque (Santos) e Laércio. Técnico: Jaime Rebelo.
- 2º jogo - Seleção do Amazonas-A  1x4  Seleção Brasileira-A[11]
  - Gols: Carlos Alberto (8¹ - 0x1), Paulo César (41¹ - 0x2), Mário (20² - 1x2), Rivelino (25² - 1x3) e Pelé (30² - 1x4);
  - Juiz: Aírton Vieira de Morais, Auxiliares: Alfredo Fernandes e Raimundo Sena;
  -  - Ado; Carlos Alberto, Brito, Fontana e Everaldo; Clodoaldo e Rivelino (Wilson Piaza); Jairzinho, Roberto, Pelé e Paulo César. Técnico: Zagalo.
  -  - Clóvis; Eraldo, Valdomiro, Maravilha (Válter) e Pedro Hamilton; Rolinha e Mário; Pepeta, Tupãzinho, Rangel e Zezé (Édson Piola). Técnico: João Bosco.

Este evento foi presenciado pelo presidente da FIFA, Stanley Rous, e pelo presidente da Confederação Brasileira de Futebol, João Havelange. A renda bruta do evento foi da ordem de NCr$408.916,00 com 36.020 pagantes mais 5 mil que receberam gratuidades, chegando ao total de 41.020 presentes.

### Os primeiros jogos entre clubes
Desde o final da década de 60 os clássicos entre Rio Negro e Nacional vinham atraindo públicos que os estádios de Manaus já não comportavam. Num jogo válido pela Taça Amazonas de 1969 o clássico atraiu 23.152 pagantes, porem, o Estádio da Colina oficialmente comportava bem menos que isso. Uma das "utilidades" principais do Estádio Vivaldo Lima seria justamente a capacidade de atender essa demanda dos clássicos. 
Os primeiros confrontos entre clubes fizeram parte uma série de comemorações em homenagem ao então governador Danilo Areosa, chamada de "Festa da Gratidão". Num domingo, dia 7 de Março de 1971, houve os primeiros dois jogos entre clubes no estádio:
- Preliminar - Fast Clube 2x1 Rodoviária - O vencedor deste confronto, o Fast Clube, recebeu o Troféu Federação das Industrias do Estado do Amazonas e o jogador Batista, da Rodoviária, foi o autor do primeiro gol de confrontos entre clubes no estádio;[13]
- Principal - Rio Negro 2x1 Nacional - O "Galo" recebeu a Taça Prefeito Paulo Nery. O publico pagante neste dia foi de 32.288 com renda de Cr$133.066,00.[13]

Três dias depois, houve a "decisão" do Torneio Danilo Areosa entre os vencedores das duas partidas e também a "decisão do 3º lugar" entre os perdedores. A série de jogos foi denominada "Festa da Luz"  por se tratar do primeiro jogo noturno no estádio, inaugurando seu sistema de iluminação. Esta festividade também fez parte da "Festa da Gratidão" e contou com público de 13.390 pagantes (Cr$57.218,00 de renda) com os seguintes resultados:
- 3º lugar - Nacional 3x1 Rodoviária - Nacional 3º colocado do Torneio Danilo Areosa[14]
- Final - Fast Clube 2x0 Rio Negro - O "tricolor" foi o "Primeiro campeão" do estádio Vivaldo Lima ao conquistar o Torneio Danilo Areosa.[14]

## Seleção Brasileira
A Seleção Brasileira se apresentou no Vivaldo Lima em cinco oportunidades, sendo que uma única vez em jogo oficial. O retrospecto é de 4 vitórias e um empate.
| 5 de abril de 1970 Inauguração do Vivaldo Lima | Brasil                                                     | 4 - 1 | Amazonas     |  |
|                                                | Carlos Alberto Torres · Paulo César Caju · Rivelino · Pelé |       | Mário Vieira |  |

| 20 de dezembro de 1995 Amistoso | Brasil            | 3 - 1 | Colômbia |  |
|                                 | Túlio · Carlinhos |       | Pareja   |  |

| 22 de maio de 1996 Amistoso | Brasil | 1 - 1 | Croácia |  |
|                             | Sávio  |       | Rapaić  |  |

| 18 de dezembro de 1996 Amistoso | Brasil  | 1 - 0 | Bósnia e Herzegovina |  |
|                                 | Ronaldo |       |                      |  |

| 10 de setembro de 2003 Eliminatórias da Copa do Mundo | Brasil            | 1 - 0 | Equador |  |
|                                                       | Ronaldinho Gaúcho |       |         |  |

## Estrutura

### Características iniciais
De acordo com o projeto original de Severiano Mário Porto, o estádio possuía as seguintes características principais:
- Capacidade total - 50 mil pessoas:[1]
  - Geral - 16.700 lugares - este setor contava com 4 bares, 4 entradas com bilheterias e roletas, 4 saídas, 4 banheiros masculinos e 4 banheiros femininos. Era separado do campo pelo fosso e ficava abaixo do nível deste.
  - Arquibancada - 30.000 lugares - contava com 8 bares, 4 entradas com bilheterias e roletas, 8 saídas, 8 banheiros masculinos e 8 banheiros femininos;
  - Cadeiras - 3.300 lugares - contava com 2 bares, 2 banheiros femininos e 1 banheiro masculino;
- Vestiários - dois vestiários que contavam com 11 banheiras térmicas, 11 chuveiros, 7 macas de repouso e aplicação de oxigênio, sala médica, sala do massagista, 1 ducha, sala de roupas e sanitários;
- 12 Cabines de imprensa interligadas com diversos setores do estádio por telefone;
- 4 postes de iluminação instalados externamente ao estádio;
- A Marquise que cobria a tribuna de honra, setor de cadeiras e cabines de imprensa;
- Sala para a equipe de arbitragem, com 2 chuveiros, 2 sanitários e banheiras térmicas.

### Deterioração
Em 1988, quando completava 18 anos de inaugurado, o estádio encontrava-se em grande deterioração constatada por engenheiros, principalmente no "setor do sol" ou "setor da torcida do Rio Negro". O piso dos banheiros estava cedendo, e nas arquibancadas se notava um desnível de quase ou mais de 10cm, o que levou o estádio a ser interditado. Além disso, o estacionamento do estádio foi "apossado" pela Feira do Produtor e também virou garagem de uma empresa de ônibus. De modo geral, o estádio apresentava fissuras e sinais de infiltração por todo lado, sua marquise dava sinais de que poderia desabar e havia ainda a possibilidade de um igarapé inundar as suas dependências.

## Demolição
A cidade de Manaus se candidatou como uma das sedes da Copa do Mundo de 2014 apresentando como projeto um estádio completamente novo, no mesmo local da estrutura do "Tartarugão", assim, prevendo sua demolição por completo. No dia 31 de Maio de 2009 a cidade foi confirmada pela FIFA como uma das sedes do torneio, decretando assim a futura demolição do estádio.
O estádio foi fechado no dia 19 de Março de 2010, dia da inauguração da pedra fundamental da nova arena. Em 6 de Abril o então deputado estadual Luís Castro, o então vereador (de Manaus) Mário Frota e representantes do Instituto Amazônico de Cidadania (IAC) entraram com ação no Ministério Público Federal pedindo a não demolição do estádio, justificando que só na demolição seriam gastos cerca de R$25 milhões e que, num apanhado geral, seria muito mais barato reformar o estádio. Na época, afirmou-se que o antigo estádio valeria cerca de R$350 milhões e que sua demolição seria um dano ao patrimônio público.
O "desmanche" do estádio não foi evitado, assim, a partir de março, este passou a ter partes que poderiam ser reaproveitadas retiradas em etapas. Durante quase 4 meses foi feita a retirada de todo esse material, como os assentos, parte elétrica, refletores e catracas, que foram doados para estádios da capital e do interior do estado. Em novembro de 2013, houve uma denuncia de que estruturas do estádio doadas ao município de Manacapuru haviam sido negligenciadas: uma equipe de jornalismo da A Crítica esteve na cidade e constatou que telhas do estádio foram utilizados pela prefeitura como tapumes em obras, enquanto outras estavam se deteriorando às margens do Estádio Gilberto Mestrinho. Questionado, o então vice-prefeito Jaziel Alencar alegou que as estruturas de sustentação da cobertura assim como as telhas recebidas (após pedido do município) seriam leiloadas. Assim, a cobertura do "Vivaldão", que foi para Manacapuru por conta no município ser o único a possuir estádio capaz de receber tal estrutura, acabou sendo descartada e não recebendo o valor que deveria. Além de Manacapuru e Manaus, estádios de outros 28 municípios receberam parte da estrutura do estádio.
Após a retirada de todo o material reaproveitável, iniciou-se em 12 de julho de 2010 a demolição do antigo estádio, esta concluída em outubro do mesmo ano, iniciando desta forma, as obras de construção do novo estádio da capital amazonense. A lei  3.966 de 9 de Dezembro de 2013, sancionada no governo Omar Aziz, manteve o nome no estádio Arena da Amazônia, que oficialmente se chama Arena da Amazônia - Vivaldo Lima.

## Maiores públicos pagantes
Para esta lista foi considerado apenas o público pagante dos jogos, apesar de eventualmente algum número incluído poder ser de público presente. Como a pesquisa sobre públicos de jogos realizados em Manaus ainda é limitada, há a possibilidade de muitos jogos  com público desconhecido se encaixarem nesta lista quando estes se tornarem conhecidos. 
- 56.950 - 9 de março de 1980 - Fast Clube  0x0  New York Cosmos - Amistoso Internacional[25]
- 48.992 - 12 de dezembro de 1999 - São Raimundo  0x0  Fluminense - Campeonato Brasileiro de Futebol de 1999 - Série C (55.185 presentes)[26]
- 47.211 - 4 de abril de 1999 - São Raimundo  1x2  Sampaio Corrêa - Copa Norte de Futebol de 1999[27]
- 47.188 - 22 de julho de 1999 - São Raimundo  3x1  Rio Negro - Campeonato Amazonense de 1999
- 45.174 - 20 de dezembro de 1995 - Brasil  3x1  Colômbia - Amistoso internacional
- 43.047 - 26 de outubro de 1986 - Nacional  1x3  Corinthians - Campeonato Brasileiro de Futebol de 1986
- 41.661 - 27 de agosto de 1986 - Nacional  1x0  Rio Negro - Campeonato Amazonense de 1986[26]
- 41.451 - 22 de maio de 1996 -  Brasil  1x1  Croácia - Amistoso internacional[26]
- 41.239 - 5 de fevereiro de 1984 - Nacional  0x3  Vasco da Gama - Campeonato Brasileiro de Futebol de 1984[26]
- 40.193 - 26 de setembro de 1979 - Nacional  1x0  Rio Negro - Campeonato Amazonense de 1979[26]
- 39.455 - 9 de Junho de 1974	Nacional  1x2  Operário - Campeonato Brasileiro de Futebol de 1974
- 38.923 - 28 de Janeiro de 1982 - Nacional  0x1  Vasco da Gama - Campeonato Brasileiro de Futebol de 1982
- 36.020 - 5 de Abril de 1970 - Seleção Brasileira  4x1  Seleção do Amazonas - Inauguração do Estádio (40.020 presentes)[12]
- 35.136 - 15 de Junho de 1975 - Nacional  1x0   Rio Negro - Campeonato Amazonense de 1975
- 33.256 - 7 de Outubro de 1971 - Nacional  1x5  Santos - Amistoso Nacional
- 32.857 - 8 de Junho de 1975 - Rio Negro  2x1  Nacional - Campeonato Amazonense de 1975
- 32.288 - 7 de Março de 1971 - Rio Negro	 2x1  Nacional - Amistoso estadual
- 31.600 - 28 de Março de 1981 - Nacional	 1x2  Vasco da Gama	- Campeonato Brasileiro de Futebol de 1981
- 31.474 - 24 de Janeiro de 1982 - Nacional  2x2  Santos - Campeonato Brasileiro  de Futebol de 1982
- 31.375 - 25 de Agosto de 1976 - Nacional  1x0  Rio Negro - Campeonato Amazonense de 1976
- 31.314 - 2 de Novembro de 1986 - Nacional  2x1  Internacional - Campeonato Brasileiro de Futebol de 1986
- 30.314 - 20 de Abril de 1975 - Nacional  1x0  Rio Negro - Campeonato Amazonense de 1975
- 30.259 - 21 de Janeiro de 1981 - Nacional  0x1  Flamengo - Campeonato Brasileiro de Futebol de 1981
- 30.003 - 26 de Setembro de 1971 - Rio Negro  2x2  Nacional - Amistoso estadual
- 29.092 - 18 de Novembro de 1973 - Rio Negro  0x0  Nacional - Campeonato Brasileiro de Futebol de 1973
- 28.826 - 23 de Setembro de 1979 - Nacional  0x1  Rio Negro - Campeonato Amazonense de 1979
- 28.202 - 13 de Agosto de 1975 - Nacional  1x1  Rio Negro - Campeonato Amazonense de 1975
- 27.295 - 13 de Setembro de 1972 - Nacional  0x0  Flamengo  - Campeonato Brasileiro de Futebol de 1972
- 27.108 - 26 de Agosto de 1973 - Nacional  1x1  Guarani - Campeonato Brasileiro de Futebol de 1973
- 26.041 - 30 de Abril de 1972 - Nacional  1x1  Rio Negro - Campeonato Amazonense de 1972
- 25.859 - 10 de Agosto de 1975 - Rio Negro  4x1  Nacional - Campeonato Amazonense de 1975

#### Presenças por clube
| Jogos | Clube |
| ----- | --- |
| 24    | Nacional |
| 14    | Rio Negro |
| 3     | Vasco da Gama e São Raimundo; Seleção Brasileira.                                                                                                  |
| 2     | Santos e Flamengo |
| 1     | Seleções da Croácia, Colômbia e Amazonas; New York Cosmos; Fast Clube; Fluminense; Sampaio Corrêa; Corinthians e Guarani; Operário; Internacional. |